# Karl-Heinz Jakobs
Karl-Heinz Jakobs (Perewalowo, Prusia Oriental, 20 de abril de 1929-Velbert, 4 de noviembre de 2015) fue un escritor alemán.

## Vida
En 1945, a los 16 años, participó como soldado en la Segunda Guerra Mundial. Tras la guerra trabajó en diversos puestos y aprendió el oficio de albañil. 
A partir de 1956 estudió en el Deutsches Literaturinstitut Leipzig, y a partir de 1958 empezó a trabajar como periodista y más tarde como escritor independiente. Tuvo la oportunidad de viajar al extranjero, por ejemplo, a la Unión Soviética, y en 1967 y 1968 a Mali como miembro de una brigada de la Juventud Libre Alemana.
En 1977 protestó porque se le había retirado la nacionalidad a Wolf Biermann, lo que conllevó que fuera expulsado del Partido Socialista Unificado de Alemania, y que mermaran las posibilidades de publicar en la República Democrática Alemana (RDA). Debido a la publicación en 1979 de su novela Wilhelmsburg por una editorial de la República Federal de Alemania se le expulsó de la Deutscher Schriftstellerverband.
En 1981 abandonó la RDA y se estableció en Velbert. Desde 1982 fue miembro del PEN Club Internacional de Alemania. En 1986 y 1987 fue profesor invitado en varias universidades de Estados Unidos y Canadá. Debido a los cambios políticos en la RDA en el año 1989, se canceló su expulsión de la Deutscher Schriftstellerverband. Trabajó para periódicos, radio y televisión y fue colaborador del diario Neues Deutschland.
Sus primeros relatos seguían la línea del camino de Bitterfeld, con temáticas socialistas. Su novela Beschreibung eines Sommers, que fue adaptada al cine, fue una de las más vendidas en la RDA. En 1972 recibió el premio Heinrich Mann de la Academia de las Artes de Berlín y en 1974 una Verdienstmedaille der DDR. En la década de 1970 empezó a volverse escéptico con la política de la RDA, lo que ocasionó que acabara abandonando el país. Falleció el 4 de noviembre de 2015.

## Obra
- Guten Morgen, Vaterlandsverräter (1959)
- Die Welt vor meinem Fenster und andere Geschichten (1960)
- Beschreibung eines Sommers (1961)
- Das grüne Land und andere neue Geschichten (1961)
- Einmal Tschingis-Khan sein (1964)
- Merkwürdige Landschaften (1964)
- Das Abenteuer (1966)
- Eine Pyramide für mich (1971)
- Die Interviewer (1973)
- Heimatländische Kolportagen (1975)
- Tanja, Taschka und so weiter (1975)
- Wüste kehr wieder, Erster Roman: El Had (1976)
- Fata Morgana (1977)
- Wilhelmsburg (1979)
- Die Frau im Strom (1982)
- Das endlose Jahr (1983)
- Leben und Sterben der Rubina (1999)

## Traducciones
- Dora Teitelboim: Ballade von Little Rock (1961)

## Edición
- Das große Lesebuch vom Frieden (1983)
- Die Sonntagsgeschichte oder Alles fängt doch erst an (1994)
- Festessen mit Sartre und andere Sonntagsgeschichten (1996, junto con J. Monika Walther)

## Adaptaciones cinematográficas
- 1962 Beschreibung eines Sommers
- 1975 Eine Pyramide für mich